# Melky Cabrera
Melky Cabrera (nacido el 11 de agosto de 1984 en Santo Domingo) es un exjardinero dominicano de Grandes Ligas que jugó para varios equipos en la MLB entre ellos New York Yankees, Atlanta Braves, Chicago White Sox, San Francisco Giants, Toronto Blue Jays, Kansas City Royals y Indios de Cleveland.

## Carrera

### New York Yankees
Cabrera fue firmado por los Yankees de Nueva York el 13 de noviembre de 2001, a los 17 años. En el año 2002, a los 18 años, hizo su debut profesional con el equipo de novatos de los Yankees en la Dominican Summer League.
Hizo su  primera aparición en ligas menores con el equipo de novatos Staten Island Yankees en la New York - Penn League en 2003, bateando para.283 con 31 carreras impulsadas en 67 partidos. En 2004, se trasladó hasta Clase-A con los Battle Creek Yankees, bateando.440 con 16 impulsadas en 42 juegos antes de ser promovido a high Clase-A con los Tampa Yankees, donde bateó para.288 con 51 carreras impulsadas en 85 partidos para terminar la temporada.
Cabrera inició 2005 con el equipo Doble-A Trenton Thunder, bateando.275 con 60 carreras impulsadas en 106 partidos. A finales de junio, fue llamado a Trile-A por los Columbus Clippers. El 7 de julio de 2005, hizo su debut en Grandes Ligas. Sin embargo, solo jugó seis partidos antes de ser trasladado de regreso a Columbus. En 2006, comenzó la temporada en Columbus, pero debido a las lesiones de Hideki Matsui y Gary Sheffield se convirtió en el jardinero izquierdo regular de los Yankees.
Su primer turno al bate en las mayores fue contra Kevin Millwood, ponchándose. Dio su primer hit de Grandes Ligas, un sencillo al jardín izquierdo, en su tercer turno al bate mientras era ovacionado de pie. Al día siguiente, se fue de 3-2 contra el lanzador de los Indios de Cleveland Cliff Lee, anotando su primera carrera. Se fue de 13-0 su siguiente aparición como jardinero central, cometiendo un costoso error el 15 de julio contra los Medias Rojas de Boston en el Fenway Park, dejando caer un fly de Trot Nixon que dio lugar a un jonrón dentro del parque en una vergonzosa derrota 17-1. Fue enviado a Clase AAA al día siguiente por 17 partidos, y luego degradado de nuevo a Clase AA para terminar la temporada.
Cabrera vio un gran tiempo de juego en los entrenamientos de primavera de 2006 mientras los jardineros titulares Johnny Damon y Bernie Williams jugaban en el Clásico Mundial de Béisbol. Impresionó a los Yankees bateando.349 en 16 juegos, sin embargo, fue enviado a Clase AAA en el inicio de la temporada.

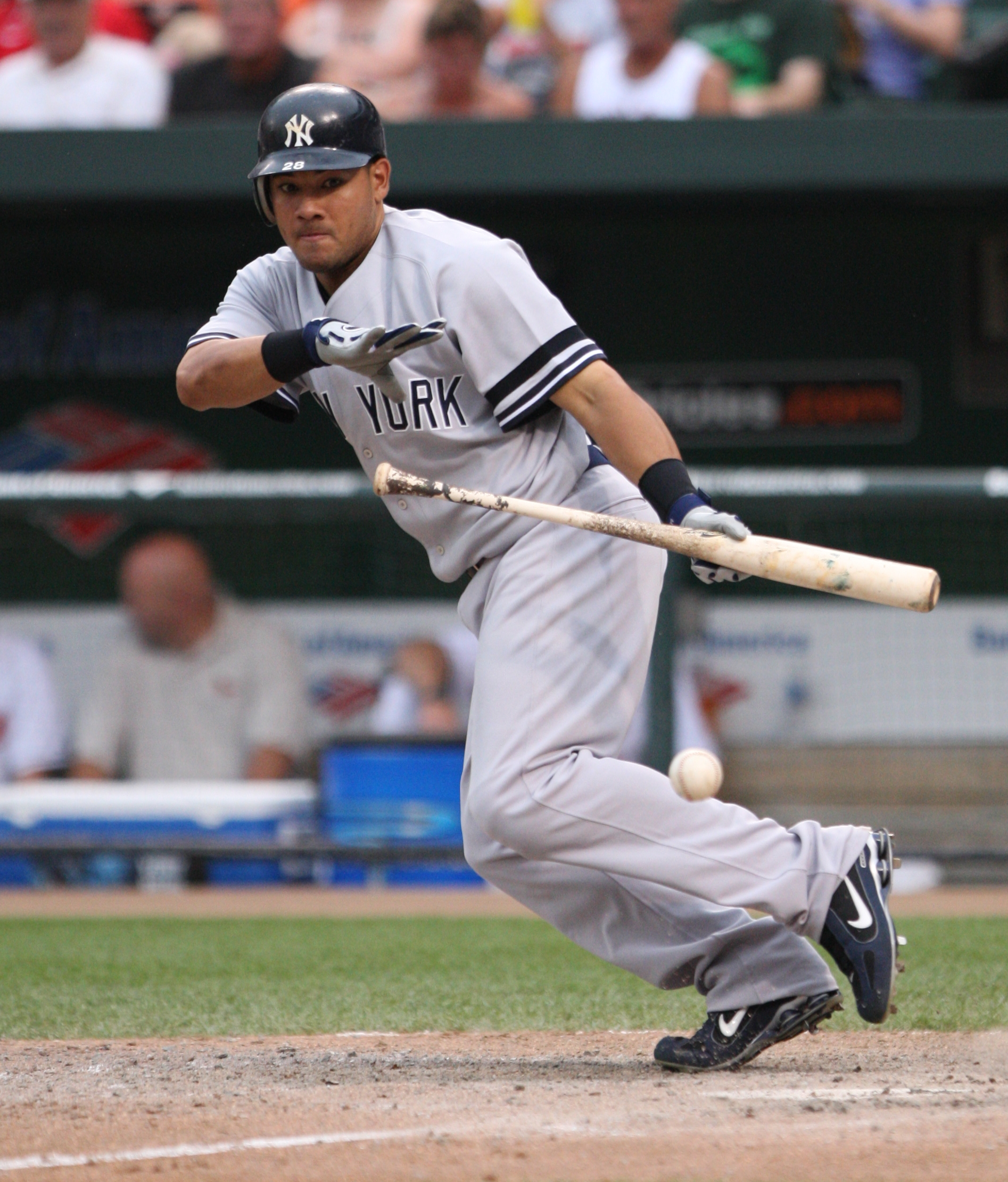
Cabrera tocando para los Yankees en 2007.

Tuvo un fuerte inicio de temporada, bateando.385 con cuatro jonrones y 24 remolcadas en apenas 31 partidos antes de ser llamado el 9 de mayo después de que el jardinero izquierdo Hideki Matsui se fracturara la muñeca y terminara en la lista de lesionados hasta el 12 de septiembre. Cabrera intervino en el jardín izquierdo y bateó.318 en mayo con 10 carreras empujadas y dos bases robadas carrera. El 30 de mayo, bateando primero en la alineación de bateo en apenas la segunda vez en su carrera, tuvo su primer juego de 4 imparables, yéndose de 6-4, faltando solo un jonrón para batear para el ciclo. En junio, cayó en una mala racha, a pesar de que conectó su primer jonrón de grandes ligas el 15 de junio. El 6 de junio, en el octavo inning en un partido 2 por 1 ante los Medias Rojas, Melky hizo una jugada excepcional entre el left-center field, (la cual llegó a ser conocida como "The Melky Catch") saltando por encima del muro para malograr un cuadrangular de Manny Ramírez de Boston. Después de la jugada, Johnny Damon aplaudió y bailó en los jardines. Esta hazaña le dio a Melky el premio "This Year In Baseball" (votado por los  fanes) para la jugada más sobresaliente de la temporada 2006. En julio, Melky se calentó de nuevo, bateando.313 con 14 carreras remolcadas. Sus highlights del mes incluyeron su primer partido de 5 carreras remolcadas el 5 de julio, con su primer grand slam contra el lanzador Paul Byrd para romper un empate. El 18 de julio, Melky conectó el primer walk-off home run de su carrera, una línea en la parte baja de la 11.ª entrada contra los Marineros de Seattle para dar a los Yanquis una victoria 5 por 4. Terminó la temporada de 2006 empatado en segundo en la liga con 12 asistencias desde los jardines.
A Cabrera se le concedió el papel de cuarto jardinero al comienzo de la temporada 2007. Decayó, bateando apenas.200 en abril y.254 en mayo, en tiempo de juego limitado. Estuvo bateando para.223 en la temporada, cuando Jason Giambi fue mandado a la lista de lesionados el 1 de junio. La colocación de Giambi en la lista de lesionados le dio a Cabrera más tiempo de juego. Johnny Damon fue trasladado al lugar de Giambi de bateador designado y Cabrera tomó el lugar de Damon en el jardín central. Desde entonces, Cabrera bateó.320 con tres de sus cinco jonrones y 21 de sus 36 carreras impulsadas. También tuvo una racha de bateo de 13 partidos del 1 al 17 de julio. Mientras que el venezolano Bobby Abreu estaba flojo en julio, Cabrera bateó segundo para que Derek Jeter pudiera pasar a tercero en la alineación. Se consolidó como el jardinero central titular de los Yankees, causando que Giambi tuviera que competir por turnos al bate como bateador designado desde que regresó de la lista de lesionados. Su racha de bateo de 19 partidos terminó cuando los Orioles le ganaron a los Yankees en una paliza 12 por 0. Antes de la fecha límite del 31 de julio, los Rangers de Texas les ofrecieron al gerente general de los Yankees Brian Cashman su cerrador, Eric Gagné, a cambio de Cabrera. Cashman se negó a esta propuesta, mostrando lo valioso que él pensaba que era Cabrera para los Yanquis.

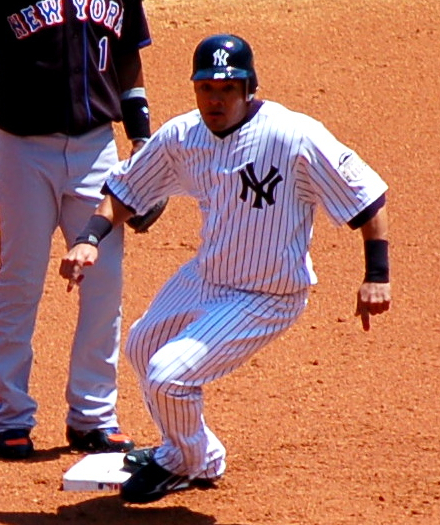
Cabrera corriendo las bases en 2008.

En 2007, Cabrera fue cuarto en la Liga Americana en elevados de sacrificio (9), quinto en hits de sacrificio (10), sexto en triples (8), y empatado en tercer lugar en asistencias desde los jardines.
Cabrera se convirtió en el segundo Yankee más joven en batear un walk-off home run cuando lo hizo  el 15 de junio de 2007; el más joven de los Yankees en hacerlo fue Mickey Mantle. El 7 de julio de 2007, Cabrera empató el récord de los Yanquis en poncharse cinco veces en un solo juego de 13 entradas, una hazaña conocida como "platinum sombrero".
Antes de que comenzara la temporada de 2008, Cabrera estuvo envuelto en negociaciones de canje, junto con los jóvenes lanzadores Ian Kennedy y Phil Hughes a cambio del abridor venezolano Johan Santana de los Mellizos de Minnesota. Cabrera estuvo involucrado en una trifulca contra los Rays de Tampa Bay en los entrenamientos de primavera 2008 en un partido de pretemporada. La MLB afirmó haber visto el video que mostraba a Cabrera golpeando al tercera base Evan Longoria durante la pelea. Cabrera fue suspendido dos partidos, junto con su compañero Shelley Duncan, y los coachs de tercera base Bobby Meacham y el de bateo Kevin Long también fueron multados por sus acciones en la pelea.
En 2008, Cabrera demostró ser un jardinero central no adecuado para los Yankees. Su fildeo y buen brazo no podían compensar su pobre bateo. A principios de agosto, Joe Girardi, hizo a Cabrera su cuarto jardinero, haciendo a Johnny Damon el jardinero central de todos los días. El 15 de agosto de 2008, los Yankees enviaron a Cabrera a su filial en Clase AAA, Scranton/Wilkes-Barre.

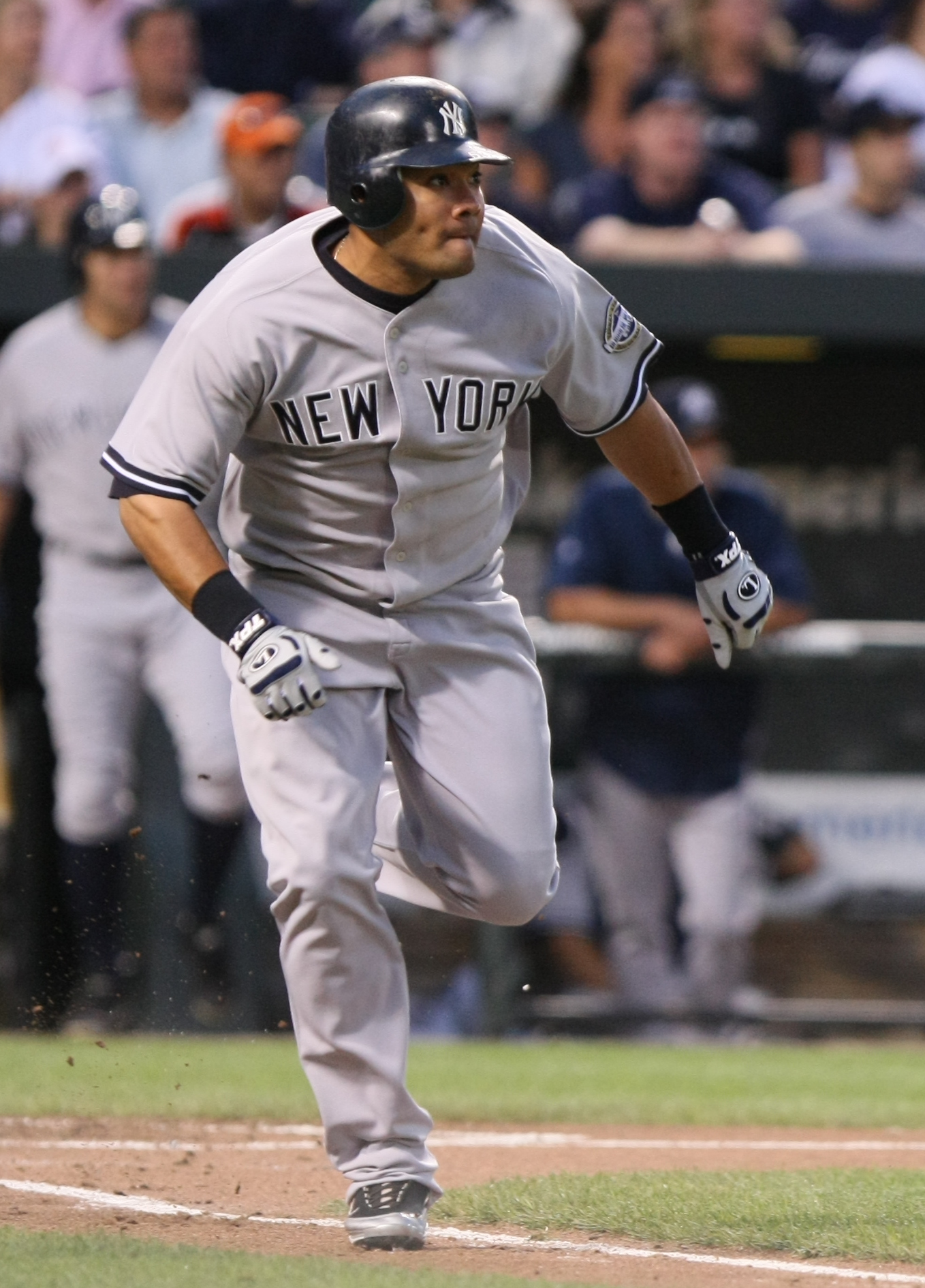
Cabrera tratando de robar las bases en 2009.

Durante  los entrenamientos de primavera de 2009, Cabrera cambió su número de uniforme del #28 al #53, el mismo número que usó cuando jugaba en las Ligas Invernales; el venezolano Bobby Abreu, quien jugó para los Yankees desde mediados de 2006 a 2008, había usado el #53. Cabrera compitió con Brett Gardner por el puesto de jardienro central titular; Gardner ganó el puesto, pero Joe Girardi anunció su intención de utilizar a Cabrera como refuerzo. El 22 de abril de 2009, Cabrera bateó el primer walk-off hit en la nuevo Yankee Stadium, un jonrón de  dos carreras en la parte baja del inning 14, para ayudar a los Yankees a ganar 9 por 7. A finales de abril, debido al declive de Brett Gardner, Cabrera volvió a tomar la posición de jardinero central titular. El 15 de mayo, pegó un sencillo para ganar el juego 5 por 4. El 23 de mayo, Melky tuvo otro hit walk-off, esta vez remolcando a Robinson Canó después de que Alex Rodríguez bateara un cuadrangular de dos carreras para empatar el partido. Melky jugó en el jardín derecho ese día. El 27 de mayo, mientras Melky intentaba atrapar un elevado profundo, chocó con la pared del jardín central en el Rangers Ballpark in Arlington, lesionadose el hombro. El 4 de junio,  Melky bateó un jonrón dos carreras en la parte baja del octavo para romper un empate 6 por 6 y que finalmente fue el hit ganador. El 9 de junio se anunció que había ganado el Clutch Performer of the Month del mes de mayo.
El 2 de agosto de 2009, Cabrera se convirtió en el primer yanqui en batear para el ciclo desde que Tony Fernández lo hizo el 3 de septiembre de 1995. El jonrón fue su 10.º de la temporada, estableciendo un nuevo récord personal. También remolcó su carrera 200 en el juego. Cabrera terminó la temporada jugando en su primera Serie Mundial con los Yankees y ayudando al equipo a derrotar a los Filis de Filadelfia en la Serie Mundial de 2009.

### Atlanta Braves
El 22 de diciembre de 2009, Cabrera fue cambiado a los Bravos de Atlanta junto con Mike Dunn y el lanzador prospecto Arodys Vizcaíno por Javier Vázquez y Boone Logan. Cabrera firmó un contrato por un año con los Bravos evitando el albitaje.
El 19 de octubre de 2010, Cabrera fue liberado por los Bravos de Atlanta.

### Kansas City Royals

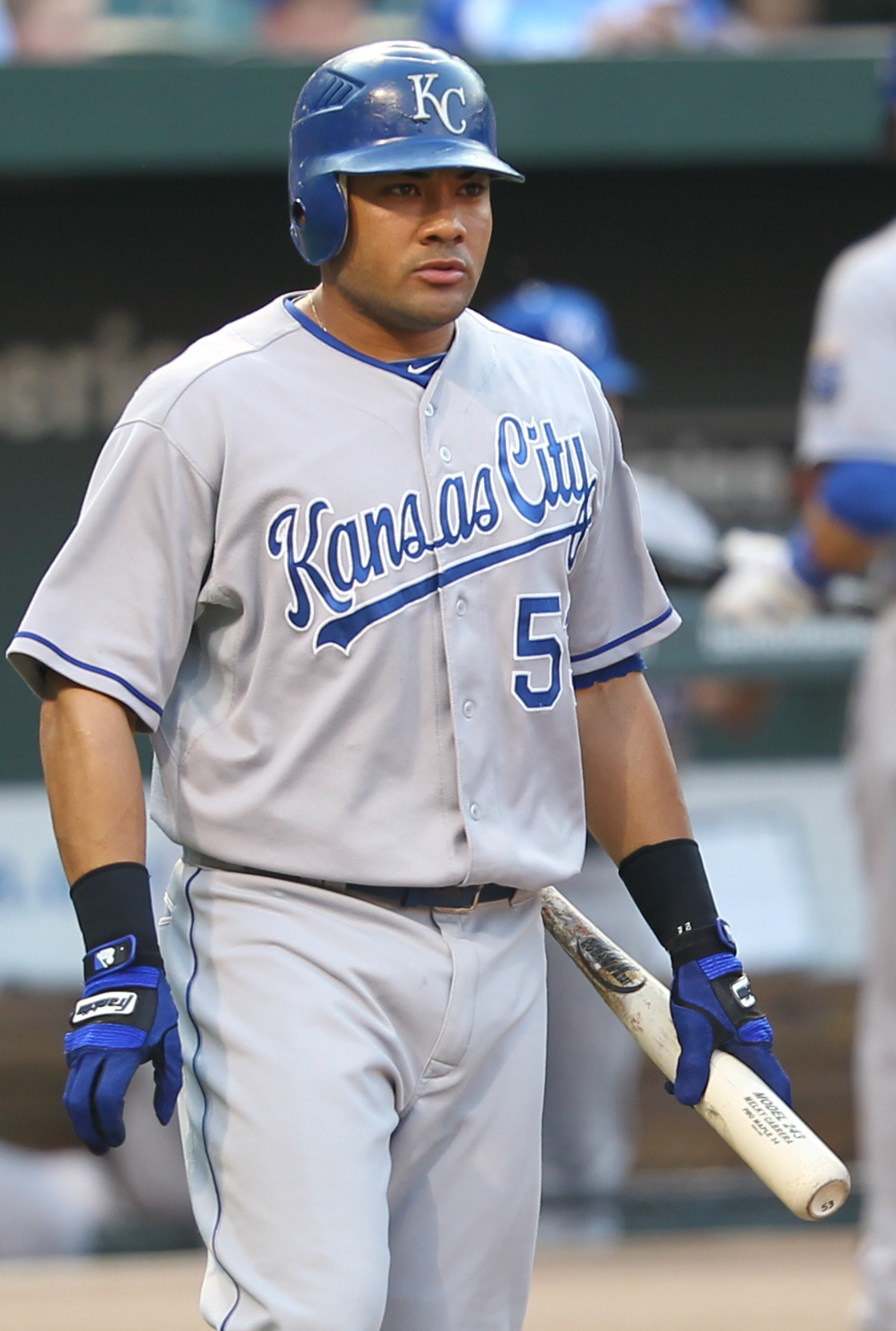
Melky Cabrera con los Reales de Kansas City en 2011

El 9 de diciembre de 2010, Cabrera firmó un contrato de un 1 año y $1.25 millones de dólares con los Reales de Kansas City. Hasta el 31 de agosto, Cabrera estaba teniendo su mejor temporada como profesional bateando para.302 con 17 jonrones, 78 remolcadas y 17 bases robadas. El 29 de julio de 2011, bateó su primer grand slam como miembro de los Reales. Durante la temporada 2011, Cabrera impuso marcas personales en carreras impulsadas (87), carreras anotadas (102), bases robadas (20), jonrones (18), y promedio de bateo (.305), mientras que también terminaba cuarto en la Liga Americana en hits, con 201.

### San Francisco Giants
El 7 de noviembre de 2011, Cabrera fue canjeado a los Gigantes de San Francisco por el lanzador zurdo Jonathan Sánchez y el lanzador de liga menor Ryan Verdugo. buscando reforzar su rotación inicial y liberar el jardín central para Lorenzo Cain.

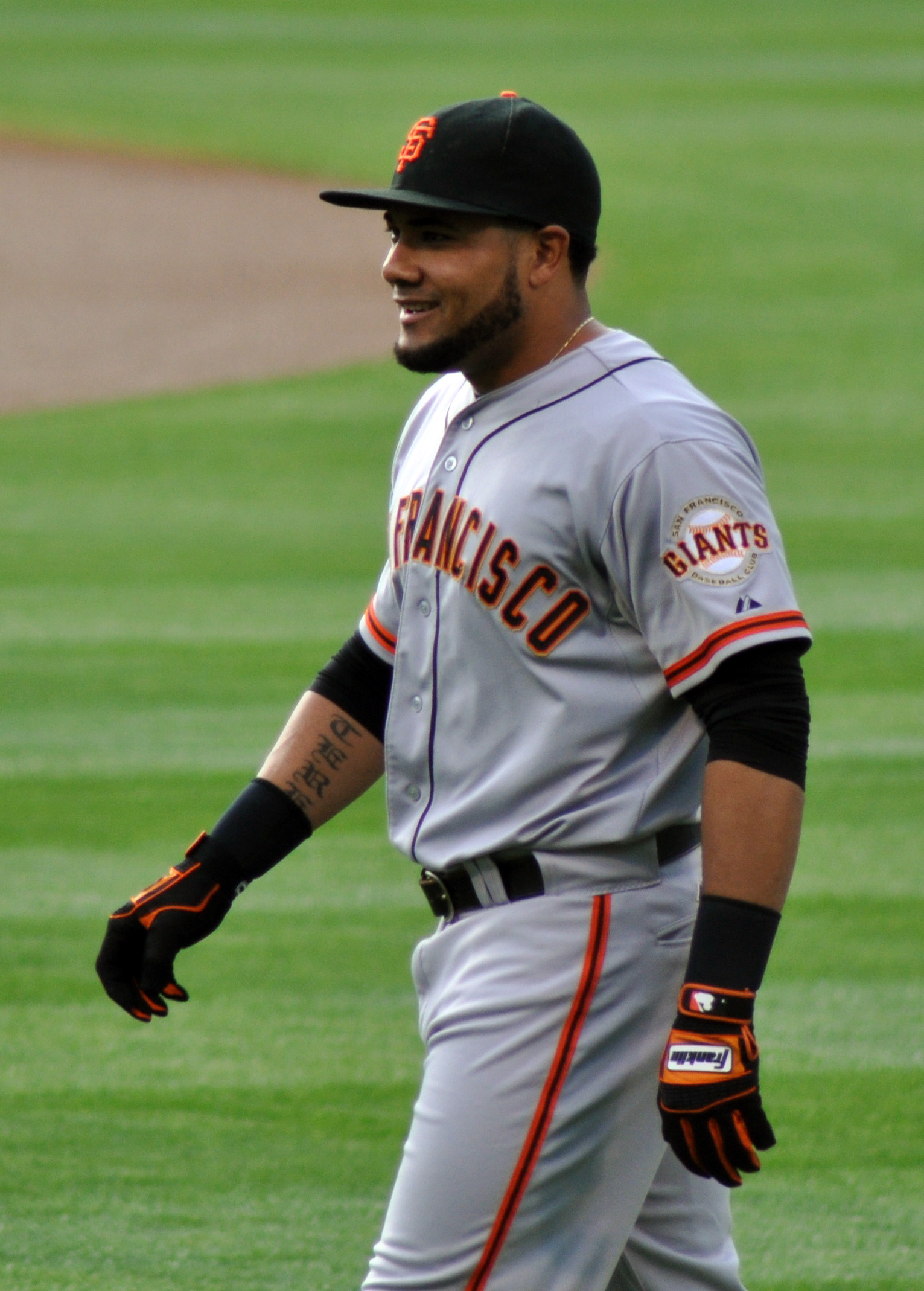
Cabrera con los Gigantes de San Francisco en 2012

Cabrera comenzó el 2012 con un promedio de carrera de .275, pero el 29 de mayo superó a Willie Mays en la mayor cantidad de hits en el mes de mayo en la historia de los Gigantes de San Francisco con 50. A la noche siguiente, empató a Randy Winn . San Francisco récord de más visitas en cualquier mes con 51.
Su gran golpe le valió una de las tres posiciones de jardinero titular para el Juego de Estrellas de las Grandes Ligas de 2012 en Kansas City con (7.521.784) votos, el número más alto recibido por un jardinero de la Liga Nacional (NL) ese año. Conectó un sencillo en el primero y conectó un jonrón de dos carreras en el cuarto (el único viaje de ida y vuelta del juego) y fue votado como el Jugador Más Valioso del Juego de Estrellas en la victoria por blanqueada de 8-0 de la Liga Nacional, yendo 2 por 1-3 con las dos carreras impulsadas. Fue el quinto jugador de los Gigantes en ser honrado como MVP del Juego de Estrellas.
El 15 de agosto de 2012, Cabrera fue suspendido por 50 juegos sin paga por dar positivo en niveles altos de testosterona, lo que sugiere el uso de drogas para mejorar el rendimiento prohibidas por la MLB. Admitió haber usado una sustancia prohibida y se vio obligado a aceptar la suspensión. La suspensión se hizo efectiva de inmediato, lo que significa que Cabrera no participaría más durante el resto de la temporada 2012. La suspensión también lo descartaría para comenzar la temporada 2013 o si los Giants juegan suficientes partidos en la postemporada (si el equipo se asegura). Antes de su suspensión, lideró las mayores con 159 hits y fue segundo en la Liga Nacional con un promedio de bateo de .346. Terminó su temporada acortada por suspensión con 11 jonrones, 10 triples, 60 carreras impulsadas y 13 bases robadas en 18 oportunidades. Uno de los asociados de Cabrera compró un sitio web por $ 10,000 y falsificó su contenido de una manera que le habría permitido a Cabrera impugnar su suspensión alegando que la prueba positiva fue causada por una sustancia vendida a través de ese sitio web, pero los funcionarios de MLB y los investigadores federales utilizaron análisis forenses para rastrear el sitio web hasta Cabrera. A petición suya, Cabrera fue declarado inelegible para ganar el título de bateo de la Liga Nacional de 2012..
Cuando los Giants se aseguraron un lugar en la postemporada, la suspensión de Cabrera expiró oficialmente durante la Serie de Campeonato de la Liga Nacional de 2012. Aunque la suspensión expiró, el equipo decidió cerrar a Cabrera por el resto de la postemporada y revertirlo a la lista restringida. Los Gigantes luego ganarían la Serie Mundial de 2012 sobre los Tigres de Detroit. A pesar de su suspensión, Cabrera recibió un anillo de la Serie Mundial 2012 por sus contribuciones al equipo antes de su suspensión.

### Toronto Blue Jays

#### 2013 season

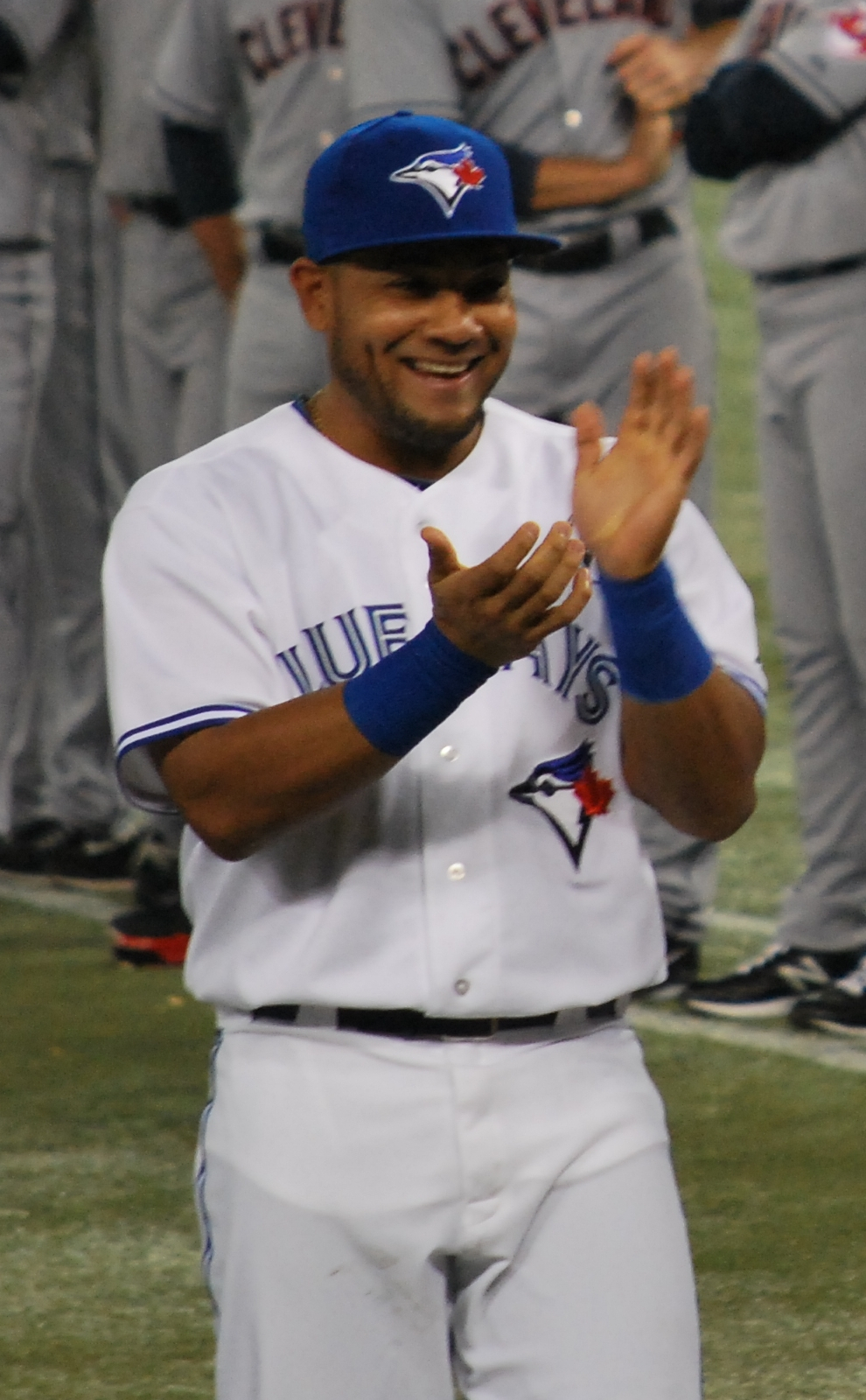
Cabrera con los Toronto Blue Jays en el día inaugural de 2013

Cabrera firmó un contrato de dos años por $ 16 millones con los Toronto Blue Jays el 19 de noviembre de 2012. En un juego contra los Tigres de Detroit el 9 de abril de 2013, Cabrera registró el hit número 1000 de su carrera, un sencillo fuera del abridor Aníbal Sánchez. Cabrera luchó contra un dolor en el tendón de la corva y el cuádriceps durante los primeros dos meses de la temporada regular, pero las lesiones no justificaron estar en la lista de lesionados. Cabrera fue retirado ocasionalmente de los juegos en las últimas entradas para descansar las piernas.
A principios de junio, se informó que Major League Baseball buscaría suspensiones para los jugadores implicados en el escándalo de Biogénesis, incluido Cabrera. Cabrera podría haberse enfrentado a una disciplina suplementaria independientemente del hecho de que cumplió una suspensión de 50 juegos al final de la temporada regular de 2012, ya que MLB planeaba suspender aún más a los jugadores involucrados en el escándalo por tratar de cubrir su uso de sustancias prohibidas. mediante el uso de seudónimos para comprar productos de Biogénesis o por negar falsamente cualquier implicación. Cabrera respondió a las especulaciones sobre una segunda suspensión, diciendo "Si me suspenden de nuevo, creo que sería un castigo severo porque ya cumplí mi condena. Pero les toca a ellos. Creo que ya cumplí mi condena, especialmente perderme los playoffs. Eso es lo que más me duele".
Cabrera fue colocado en la lista de lesionados de 15 días el 27 de junio debido a una tendinitis en la rodilla izquierda. El aficionado y favorito de los jugadores, Munenori Kawasaki, fue convocado para ocupar el puesto de Cabrera en la lista. Cabrera regresó de la lista de lesionados el 21 de julio y jugó en 10 partidos antes de regresar a la lista de lesionados de 15 días con irritación en la rodilla izquierda. Neil Wagner fue llamado a ocupar el puesto de Cabrera en el roster.
El 5 de agosto de 2013, Cabrera estaba entre varios jugadores implicados que no fueron suspendidos tras la resolución de la investigación de Biogénesis. Se informó el 8 de agosto que Cabrera estaría fuera de la alineación hasta al menos septiembre por una lesión en la rodilla izquierda. El manager John Gibbons dijo a los reporteros el 22 de agosto que Cabrera no jugaría por el resto de la temporada. El 7 de septiembre, el gerente general de Toronto, Alex Anthopoulos, dijo a los periodistas que Cabrera se había sometido a una cirugía exitosa para extirpar un tumor benigno de la parte inferior de la columna el 30 de agosto y que se esperaba una recuperación completa. Reducido a 88 juegos en 2013, Cabrera bateó para .279 con 3 jonrones y 30 carreras impulsadas.

#### Temporada 2014
Habiéndose recuperado de su cirugía de temporada baja, Cabrera jugó plenamente en el entrenamiento de primavera de 2014 y lideró las mayores en hits y dobles durante la primavera con 30 y 10 respectivamente. Conectó su único jonrón en el último juego del entrenamiento primaveral, un tiro de dos carreras para ayudar a los Azulejos a ganar 2-0 a los Mets de Nueva York el 29 de marzo en Montreal. El 4 de abril de 2014, Cabrera se convirtió en el primer jugador de la MLB en batear contra Masahiro Tanaka, y conectó un jonrón en solitario al comienzo de él. Continuaría registrando una racha de cuatro jonrones seguidos, superando su total de jonrones de la temporada anterior (3 en 88 partidos jugados). Cabrera rompió un récord del equipo de los Azulejos el 13 de abril, al batear en su decimotercer juego consecutivo para abrir la temporada. Continuaría con su gran bateo para abrir la temporada, estableciendo otro nuevo récord de hits en la franquicia de los Azulejos antes del 1 de mayo, cuando registró su 40.º hit en un partido contra los Kansas City Royals el 29 de abril. El 1 de mayo, él y su compañero de equipo Mark Buehrle fueron nombrados co-ganadores del Premio al Jugador Honda del Mes de abril. Cabrera registró su carrera impulsada número 500 el 26 de julio de 2014, para ayudar a los Azulejos a romper su racha de 17 derrotas consecutivas en el Yankee Stadium. El 10 de agosto, Cabrera consiguió un récord del equipo de cinco bases por bolas en una victoria por 6-5 sobre los Tigres de Detroit en 19 entradas; el juego más largo en la historia de la franquicia. También se convirtió en el primer jugador en llegar a la base 8 veces en un juego (las 5 bases por bolas antes mencionadas con 3 hits) desde que el miembro del Salón de la Fama Rod Carew lo hizo en 1972.
En un juego contra los Medias Rojas de Boston el 5 de septiembre, Cabrera se lesionó mientras volvía a la primera base en la tercera entrada y abandonó el juego. Se mantuvo en el juego, pero salió durante su próximo turno al bate en la sexta entrada y se daba por rayos X, donde se determinó que se había roto el derecho dedo pequeño y requeriría cirugía, que termina su temporada 2014. Al momento de su lesión, tenía 171 hits, segundo en la liga detrás de José Altuve, y tenía un promedio de bateo de .301. Al llegar al final de su contrato de dos años con los Azulejos, Cabrera expresó su deseo de volver a firmar con Toronto. El 1 de noviembre, los Azulejos extendieron una oferta calificada a Cabrera por $ 15.3 millones, que luego rechazó.

### Chicago White Sox
Después de la temporada 2014, Cabrera firmó un contrato de tres años y $ 42 millones con los de Chicago White Sox. En su primera temporada con los Medias Blancas en 2015, Cabrera jugó 158 juegos bateando .273 con 36 dobles, 12 jonrones y 77 carreras impulsadas. En su segunda temporada con los Medias Blancas en 2016, Cabrera jugó 151 juegos bateando .296 con 14 jonrones. En su tercer año con los White Sox antes de ser canjeado a los Kansas City Royals, Cabrera bateó para .295 con 13 jonrones y 56 carreras impulsadas en 98 juegos.

### Regreso a Kansas City
Los Medias Blancas cambiaron a Cabrera a los Reales por AJ Puckett y Andre Davis el 30 de julio de 2017.

### Cleveland Indians
El 25 de abril de 2018, Cabrera firmó un contrato de ligas menores con los Cleveland Indians. El 20 de mayo fue llamado a filas por los indios. Cabrera fue designado para asignación el 14 de junio, aprobó las exenciones el 18 de junio y eligió agencia libre. Renovó un contrato de ligas menores con los Indios el 5 de julio de 2018. Los Indios compraron el contrato de Cabrera por segunda vez el 20 de julio de 2018. Eligió la agencia libre el 29 de octubre de 2018.

### Pittsburgh Pirates
El 10 de febrero de 2019, Cabrera firmó un contrato de ligas menores con los Pittsburgh Pirates que incluía una invitación al entrenamiento de primavera. El 23 de marzo, los Piratas anunciaron que Cabrera había entrado en la lista del día inaugural.
En 2019, bateó .280 / .313 / .399. Tuvo la velocidad de sprint más lenta de todos los jardineros derechos de la Liga Nacional, con 25.9 pies / segundo. Tuvo el peor salto de todos los jardineros de Grandes Ligas (-4,9 pies frente al promedio).

### New York Mets
El 29 de junio de 2020, los New York Mets firmaron a Cabrera. Fue liberado el 22 de julio.
Luego de la temporada 2020, jugó con las Águilas Cibaeñas de la LIDOM. También jugó para República Dominicana en la Serie del Caribe 2021.

## Trivia
- Chris Berman, conocido por poner motes a los jugadores, le puso el apodo de "Melky Way" a Cabrera. El locutor de los Yankees John Sterling también utiliza este apodo.
- Sterling también utiliza la frase, "the Melk Man always knocks twice" al referirse a Cabrera, por lo general después de que Cabrera batea un jonrón. A Sterling también se le ocurrió la frase "The Melk Man delivers." Esto fue después del walk-off home run de Cabrera contra los Marineros de Seattle en el Yankee Stadium en la parte baja del inning 11.
- El apodo de Cabrera por los alrededores del clubhouse de los Yankees era "Leche".[79] Cuando Cabrera remolcaba una carrera o hacía una jugada espectacular en la defensa en el marcador del Yankee Stadium aparecía "Tiene Leche?" ("Got milk?")
- Una popular camiseta de los Yankees lleva por lema "Got Melky?" ("Tienes Melky?"), Un juego de palabras que hace referencia al famoso lema publicitario Got Milk?. El locutor de WFAN Steve  Somers llamada a Cabrera, "Melky Mantle".

## Nota
1. ↑  Las 501 apariciones al plato de Cabrera fueron una menos que el mínimo para calificar, pero la Regla 10.22(a) le habría permitido calificar agregando el turno al bate adicional necesario al calcular su promedio de bateo.'"`UNIQ--ref-00000009-QINU`"' La regla lo habría convertido en el campeón de bateo en lugar de su compañero de equipo Buster Posey, quien bateó .336.'"`UNIQ--ref-0000000A-QINU`"'